# Обречённый: Нерассказанная история «Фантастической четвёрки» Роджера Кормана
«Обречённый: Нерассказанная история «Фантастической четвёрки» Роджера Кормана» (англ. Doomed!: The Untold Story of Roger Corman's The Fantastic Four) — документальный фильм 2015 года о проблемах в производстве невышедшего фильма «Фантастическая четвёрка» 1994 года. В нём содержится интервью с людьми, которые принимали непосредственное участие в создании картины Олея Сэссона, включая актёров, режиссёра и монтажёра. 

## Сюжет
«Обречённый» рассматривает давнее известное предположение о том, что «Фантастическая четвёрка» Кормана была создана лишь для того, чтобы Constantin Film могла сохранить права на киноадаптацию комиксов про Фантастическую четвёрку до истечения срока их действия, чтобы избежать их возвращения Marvel.

## Производство
В 1990-х годах режиссёр «Обречённого» Марти Лэнгфорд работал в магазине комиксов, расположенном в Массачусетс и принадлежавшем отцу исполнительного продюсера Марка Сайкса, который работал на Роджера Кормана, продюсера картины «Фантастическая четвёрка» 1994 года. Намереваясь отдать дань уважения создателям фильма 1994 года, Лэнгфорд и его команда запустили краудфандинговую кампанию, нацеленную на сбор как денежных средств, так и фотографий и документальных материалов со съёмках. В рамках производства «Обречённого» Лэнгфорд пытался взять интервью у представителей Constantin Film и Ави Арада, однако получил отказ. Дистрибуцией фильма занималась компания Uncork'd Entertainment, которая организовала ограниченный показ по всей стране. В январе 2014 года на Youtube был опубликован трейлер фильма. Выход «Обречённого» состоялся 11 октября 2016 года в цифровом формате, а в декабре того же года вышел на DVD.

## Восприятие
На сайте Rotten Tomatoes рейтинг картины составляет 88% на основе 8 рецензий.
Скотт Коллура из IGN охарактеризовал кино как «довольно интересное (хотя и небрежно смонтированное) путешествие». Скотт Вайнберг из Nerdist дал фильму оценку 4 / 5 звёзд, отметив: «[Обречённый] освещает все важные факты, связанные с этим печально известным произведением, но делает это бодро, занимательно и информативно». Эрик Валкуски из JoBlo.com поставил фильму оценку 8 / 10 и заявил, что «фильмы уровня Z заслуживают того, чтобы их любили, и «Обречённый» весьма профессионально проливает свет на один такой случай».
Майк Чеккини из Den of Geek назвал фильм Лэнгфорда: «любовным письмом к нелюбимому фильму». По мнению Джима Тюдора из Screen Anarchy «содержимое [фильма] было насыщенным и местами немного суховатым, однако в рамках данного жанра «Обречённый» сделан хорошо, даже занимательно». Дэвид Крейг из журнала Starburst дал фильму 7 звёзд из 10: «[Фильм] представляет собой очень грамотный пересказ череды странных событий, и изо всех сил пытается выделиться из множества подобных проектов. Возможно ему суждено найти отклик за пределами сообщества фанатов комиксов, среди которых картина Кормана стала хорошо известна».